# Майкол Растеллі
Майкол Растеллі (28 квітня 1991 , Сондало, Ломбардія ) - італійський лижник, призер етапу Кубка світу. Успішніше виступає в спринті.

## Спортивна кар'єра
У Кубку світу Растеллі дебютував 16 лютого 2013 року, у березні 2014 року єдиний раз у кар'єрі потрапив до трійки найкращих на етапі Кубка світу в спринті. А ще на сьогодні має у своєму доробку 1 потрапляння до тридцятки найкращих на етапах Кубка світу в командному спринті. Найкраще досягнення Растеллі в загальному заліку Кубка світу - 62-ге місце в сезоні 2017-2018.
Учасник зимових Олімпійських ігор 2018 де посів 19-те місце в мас-старті на 50 км, 26-те місце в особистому спринті і 7-ме місце в естафеті 4 × 10 км.
Учасник трьох чемпіонатів світу, найкращі результати: 15-те місце в особистому спринті 2015 року і 10-те місце в естафеті 4 × 10 км 2019 року. Найкраще досягнення на юнацьких та молодіжних чемпіонатах світу - 4-те місце у спринті на молодіжному чемпіонаті світу 2014 року.

## Результати за кар'єру
Усі результати наведено за даними Міжнародної федерації лижного спорту.

### Олімпійські ігри
| Рік  | Вік | 15 км індивідуальні пер. | 30 км скіатлон | 50 км мас-старт | Спринт | 4 × 10 км естафета | Командна першість спринт |
| ---- | --- | ------------------------ | -------------- | --------------- | ------ | ------------------ | ------------------------ |
| 2018 | 26  | —                        | —              | 19              | 26     | 7                  | —                        |

### Чемпіонати світу
| Рік  | Вік | 15 км індивідуальні пер. | 30 км скіатлон | 50 км мас-старт | Спринт | 4 × 10 км естафета | Командна першість спринт |
| ---- | --- | ------------------------ | -------------- | --------------- | ------ | ------------------ | ------------------------ |
| 2015 | 23  | —                        | —              | —               | 15     | —                  | —                        |
| 2019 | 27  | 53                       | —              | —               | —      | 10                 | —                        |
| 2021 | 29  | —                        | —              | —               | 27     | —                  | —                        |

### Кубки світу

#### Підсумкові місця в Кубку світу за роками
| Сезон | Вік | Місце в дисципліні | Місце в дисципліні | Місце в дисципліні | Місце в Скі Тур | Місце в Скі Тур | Місце в Скі Тур | Місце в Скі Тур   | Місце в Скі Тур |
| Сезон | Вік | Загалом            | Дистанція          | Спринт             | Nordic Opening  | Тур де Скі      | Скі Тур 2020    | Фінал Кубка світу | Скі Тур Канада  |
| ----- | --- | ------------------ | ------------------ | ------------------ | --------------- | --------------- | --------------- | ----------------- | --------------- |
| 2013  | 21  | НК                 | —                  | НК                 | —               | —               | Н/Д             | —                 | Н/Д             |
| 2014  | 22  | 83                 | НК                 | 37                 | —               | НФ              | Н/Д             | —                 | Н/Д             |
| 2015  | 23  | 124                | НК                 | 68                 | 84              | —               | Н/Д             | Н/Д               | Н/Д             |
| 2016  | 24  | 94                 | 69                 | 62                 | 59              | НФ              | Н/Д             | Н/Д               | —               |
| 2017  | 25  | 151                | НК                 | 86                 | 64              | 39              | Н/Д             | —                 | Н/Д             |
| 2018  | 26  | 62                 | 54                 | 46                 | 77              | НФ              | Н/Д             | 44                | Н/Д             |
| 2019  | 27  | 87                 | 70                 | 56                 | НФ              | НФ              | Н/Д             | 42                | Н/Д             |
| 2020  | 28  | 77                 | НК                 | 45                 | НФ              | 51              | НФ              | Н/Д               | Н/Д             |
| 2021  | 29  | 123                | НК                 | 75                 | 56              | —               | Н/Д             | Н/Д               | Н/Д             |

#### П'єдестали в особистих дисциплінах
- 1 п'єдестал – (1 КС)

| № | Сезон   | Дата           | Місце пров.        | Перегони        | Рівень      | Місце |
| - | ------- | -------------- | ------------------ | --------------- | ----------- | ----- |
| 1 | 2013–14 | 5 березня 2014 | Драммен (Норвегія) | 1,3 км спринт К | Кубок світу | 3-тє  |